# Paul Darmanin
Paul Darmanin OFMCap (Santa Venera, Malta, 6 de novembro de 1940 – 24 de julho de 2023) foi um religioso maltês e bispo católico romano emérito de Garissa, no leste do Quênia.

## Biografia
Paul Darmanin entrou na comunidade capuchinha e recebeu o Sacramento da Ordem em 25 de março de 1966.
Em 3 de fevereiro de 1984, o Papa João Paulo II o nomeou Bispo de Garissa. O Arcebispo de Malta, Joseph Mercieca, consagrou-o bispo em 3 de junho do mesmo ano; Os co-consagradores foram o Arcebispo de Cardiff, John Aloysius Ward OFMCap, e o Bispo de Marsi, Biagio Vittorio Terrinoni OFMCap.
O Papa Francisco aceitou sua aposentadoria em 8 de dezembro de 2015.
Darmanin morreu em 24 de julho de 2023, aos 82 anos.